# Sasa veitchii
Sasa veitchii là một loài thực vật có hoa trong họ Hòa thảo. Loài này được (Carrière) Rehder miêu tả khoa học đầu tiên năm 1919.

## Hình ảnh

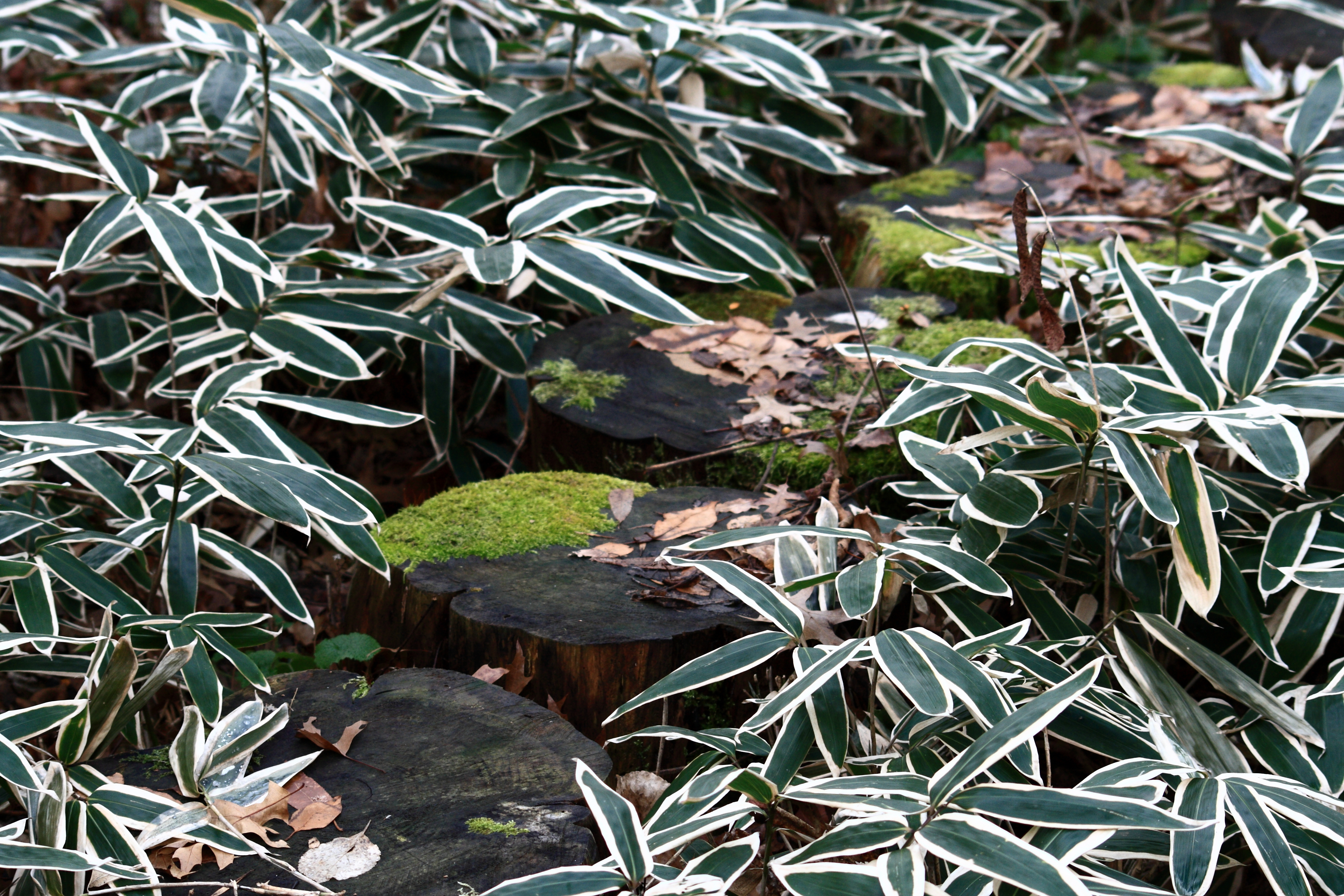
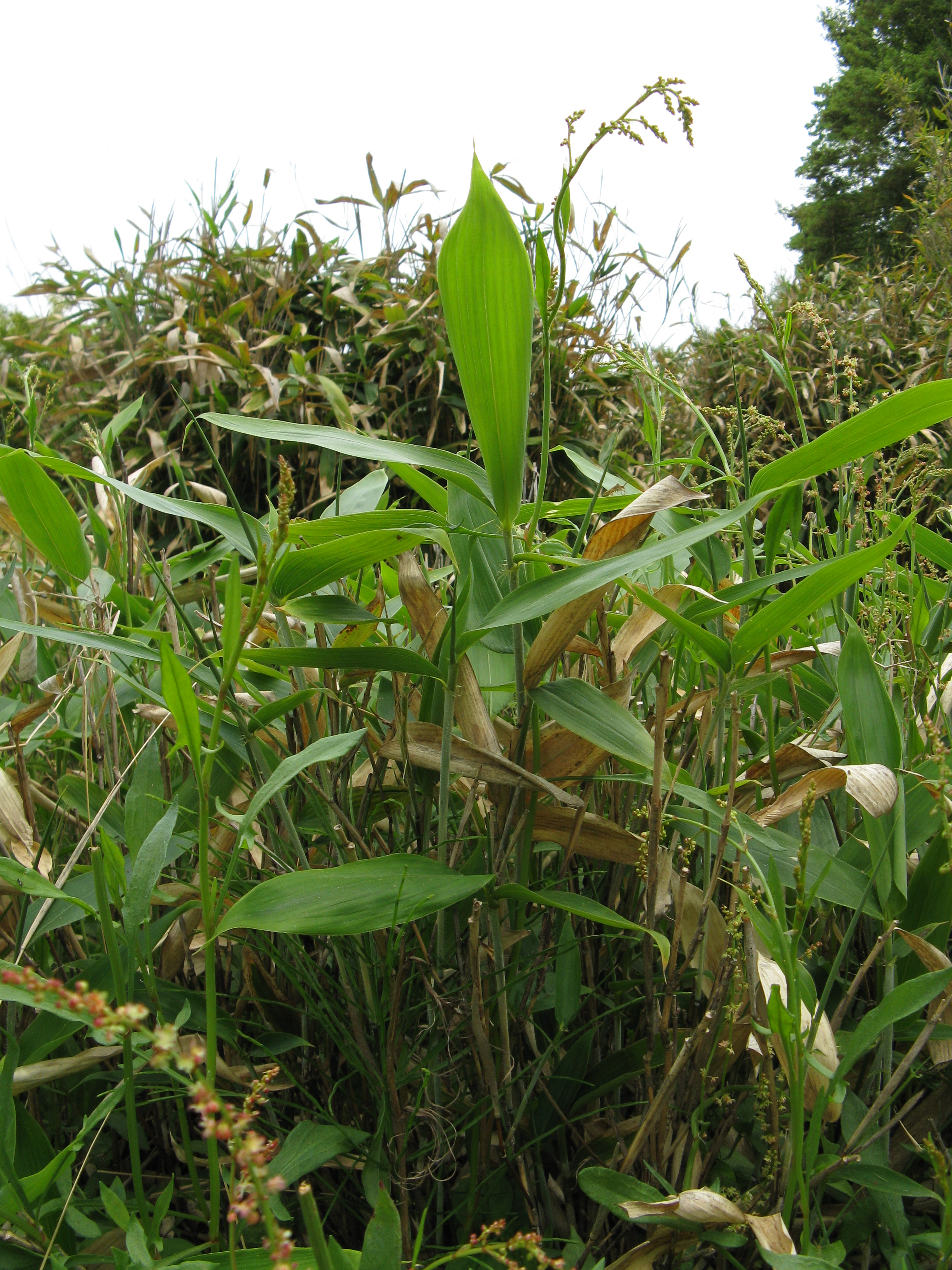
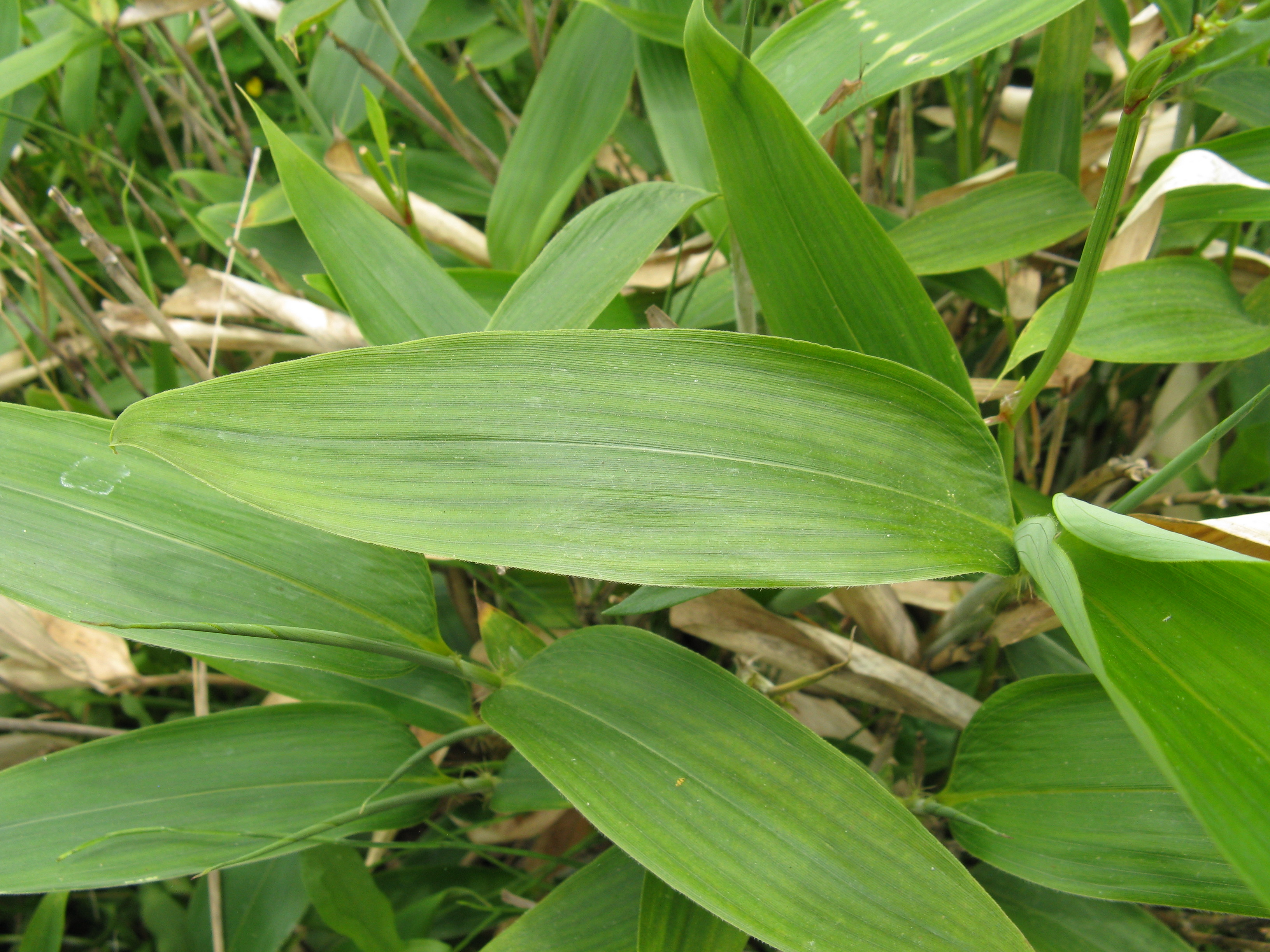
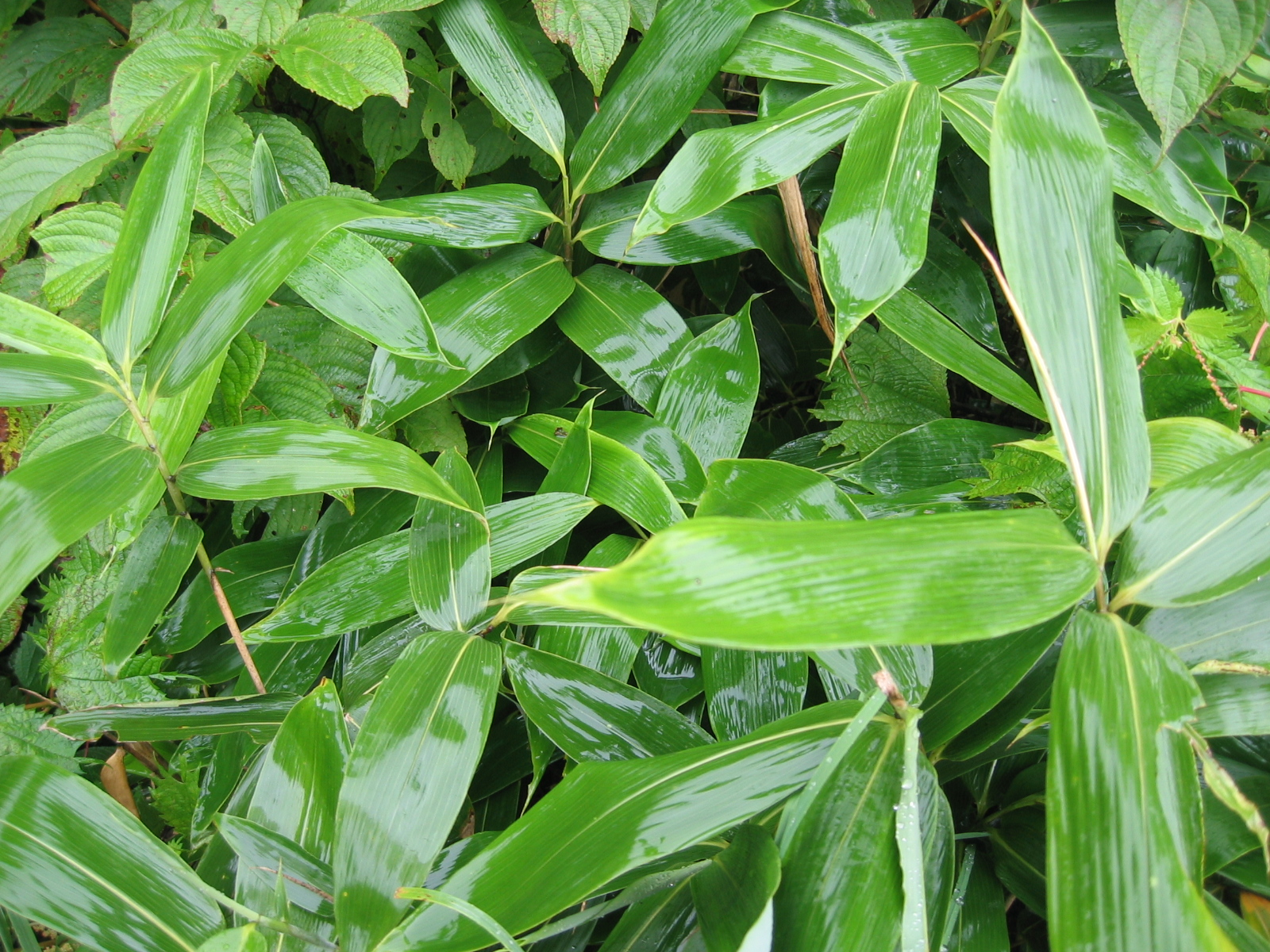